# Dekanat wolsztyński

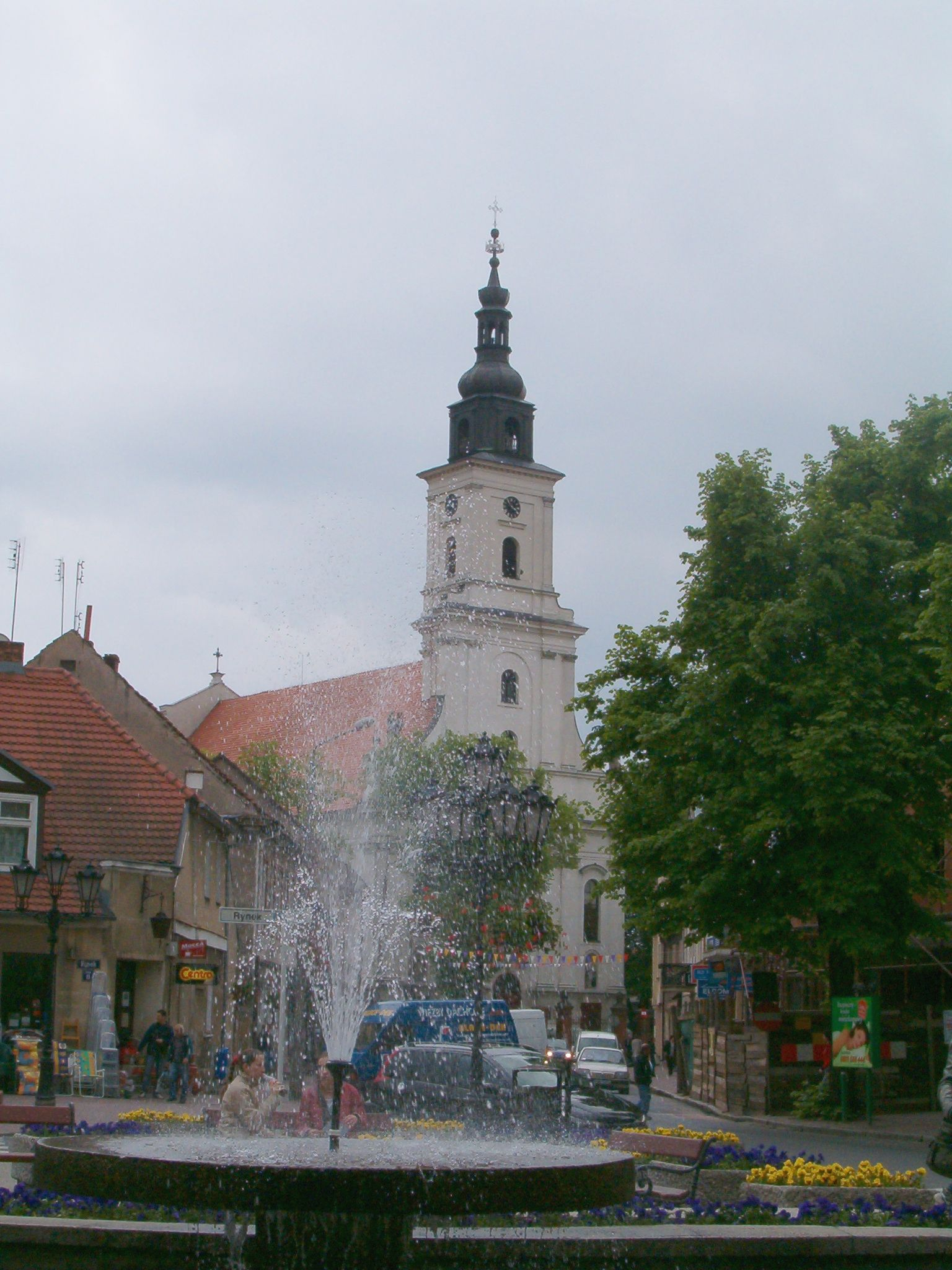
Kościół farny w Wolsztynie

Dekanat wolsztyński – jeden z 43 dekanatów archidiecezji poznańskiej, składa się z dwunastu parafii: 
- parafia pw. św. Stanisława Biskupa (Gościeszyn)
- parafia pw. św. Bartłomieja (Kębłowo)
- parafia pw. św. Jakuba Większego Apostoła (Obra)
- parafia pw. św. Mikołaja (Prochy)
- parafia św. Marcina i św. Stanisława Biskupa w Rakoniewicach
- parafia pw. św. Józefa (Rostarzewo)
- parafia pw. Matki Bożej Częstochowskiej (Solec Nowy)
- parafia pw. Miłosierdzia Bożego (Wroniawy; pod opieką parafii w Solcu Nowym)
- parafia pw. św. Marii Magdaleny (Wielichowo, Gradowice)
- parafia św. Józefa Opiekuna Kościoła Świętego w Wolsztynie
- parafia Najświętszej Maryi Panny Niepokalanie Poczętej w Wolsztynie
- parafia pw. św. Klemensa (Zielęcin; zarządzana przez parafię w Wielichowie)